# Rasa de Coll Pregon (Odèn)
La Rasa de Coll Pregon és un torrent afluent per la dreta de la Rasa de les Olles que fa tot el seu curs pel terme municipal d'Odèn.
De direcció predominant cap a les 2 del rellotge, neix a menys d'un centenar de metres a l'est de Coll Pregon i desguassa al seu col·lector després de passar pel sud del Corral de Móres i de Cal Xarell.

## Xarxa hidrogràfica
La seva xarxa hidrogràfica, que també transcorre íntegrament pel terme d'Odèn, està constituïda per vuit cursos fluvials la longitud total dels quals suma 3.676 m.